# Hill Climb Racing 2
Hill Climb Racing 2 es un videojuego de carreras 2D desarrollado por Fingersoft. Fue lanzado el 28 de noviembre de 2016 en Google Play Store con Android 4.4, para iOS en diciembre de 2016 con la versión 9.0 o superior y para Windows 10 el 23 de marzo de 2018. Esta versión introdujo el modo multijugador lo que atrajo más popularidad que el juego anterior y sido descargado más de 100 millones de veces en Google Play Store y la App Store y es el juego de carreras más rentable para la plataforma.

## Jugabilidad
El objetivo principal del juego es conducir tu vehículo a través de diversas pistas, recolectando monedas y tratando de superar la distancia máxima posible sin volcar o quedarte sin gasolina.  A diferencia de su predecesor, donde el jugador corría en escenarios más sencillos, este juego ofrece gráficos mejorados, nuevos vehículos, diversas pistas y la opción de competir tanto en solitario como en modo multijugador.
Y al igual que el videojuego anterior de la secuela el jugador "muere" si se queda sin gasolina o se golpea la cabeza del jugador en el suelo o el techo (en niveles como Cueva). Las monedas también se pueden ganar realizando "trucos", maniobras difíciles en el aire o alcanzando distancias establecidas durante etapas determinadas. Las monedas se pueden gastar en compras de vehículos, actualizaciones o para desbloquear nuevas etapas y vehículos. 

## Juegos en equipos
Esta entrega posee la opción de entrar a un club tras llegar a la liga de diamante y luego podrás jugar los eventos del club que se actualizan cada 3 días en los cuales con una serie de vehículos y modos establecidos debes alcanzar el mayor puntaje para ganar recompensas mayores y conseguir puntos para conseguir un manantial de recursos al final de cada mes.

## Modos de juegos

### Modo Aventura
Aquí se pueden probar las habilidades con los vehículos del juego y ver hasta dónde se puede llegar sin tener un accidente o quedarse sin gasolina. Cada mapa de este juego se puede desbloquear con fichas especiales, excepto algunos mapas como el de la Luna que para conducirse se necesitan tickets y a diferencia de los otros, una conexión a internet. Destacando que los mapas son infinitos por lo que la distancia máxima por la cual puedes conseguir estrellas son 10.000 metros. Y los mapas jugables en este modo son:
- Campo (un mapa con muchas colinas y largos espacios entre un combustible y otro)
- Bosque (el mapa más fácil del juego. Tiene obstáculos fáciles)
- Ciudad (un mapa con grandes pozos de agua que se deben saltar)
- Montaña (tiene colinas empinadas y grandes descensos que incrementan poco a poco)
- Arrecife de los Cacharros
- Invierno
- Minas
- Valle Desértico
- Playa
- Pantano
- Circuito del Glaciar
- Planta (uno de los mapas más difíciles. Tiene cintas transportadoras, robots, imanes y cajas que representen un peligro)
- Gloomvale
- Desborde y Diversión
- Arena del Desfiladero
- Ciudad Copa
- Sabana zigzagueante

##### Mapas Especiales
- Puesto Avanzado en La Luna
- Pruebas del Bosque
- Ciudad Intensa
- Crudo Invierno (el mapa más difícil del juego. Tiene la peor distancia del juego: 4387m por ¨PR Linus¨)

### Modo de Copas
En este modo de juego hay un conjunto de entre 1 y 4 carreras en un escenario fijo. Al final de cada carrera, serás recompensado con puntos y monedas en función de tu posición final, y ganas diferentes puntajes en los cuales están:
- 1.º lugar: 3 puntos
- 2.º lugar: 2 puntos
- 3.º lugar: 1 punto
- 4.º lugar: 0 puntos

En el caso de que mueras durante una carrera, el juego contará tu distancia recorrida, la comparará con la del resto de participantes y te dará una puntuación en función de este criterio. Los jugadores que hayan muerto durante la carrera se podrán distinguir por la bandera negra con una calavera que aparece junto a su nombre. Después de ganar las partidas te dan de 100 a 300 copas dependiendo el lugar donde te quedaste.
Y con las copas se puede subir de ligas las cuales son:
- Bronce I (0-3000 Copas)
- Bronce II (3000-6000 Copas)
- Bronce III (6000-10000 Copas)
- Plata I (10000-13000 Copas)
- Plata II (13000-16000 Copas)
- Plata III (16000-20000 Copas)
- Oro I (20000-23000 Copas)
- Oro II (23000-26000 Copas)
- Oro III (26000-30000 Copas)
- Platino I (30000-33000 Copas)
- Platino II (33000-36000 Copas)
- Platino III (36000-40000 Copas)
- Diamante I (40000-43000 Copas)
- Diamante II (43000-46000 Copas)
- Diamante III (46000-50000 Copas)
- Leyenda (50000+ Copas)

Destacando que para asceder a una liga mayor se debe vencer a un jefe en un mejor de 3.

## Eventos

#### Eventos de temporada
Una vez alcanzado el rango de Leyenda la estructura del juego cambia a temporadas en el cual al principio de cada temporada, comenzarás en el rango de "Retador" con 0 puntos de temporada y puedes subir a través de todos los rangos hasta "Leyenda" y ganar una gran cantidad de premios diferentes en el camino, algo parecido con lo que ocurría al subir de rango desde Bronce hasta Plata, de Plata a Oro, de Oro a Platino, de Platino a Diamante, y de Diamante hasta Leyenda y se restablecen todos los meses.
Y aquí también se incluye el camino de trofeos en el cual tras subir de ligas puedes recibir recompensas como: Boosters, Piezas de Skins, Cofres, etc y más recompensas con el pase prémium y al final puedes subir de nivel un cofre (max:lvl200) y recibirlo al principio de la próxima temporada.

#### Eventos Semanales
Son eventos de tiempo limitado que ofrecen desafíos,  y premios especiales. Estos desafíos varían desde Salto Largo hasta Contrarreloj, además de Eventos temáticos (Halloween, Navidad). Se desbloquean al alcanzar el rango de Plata I, aunque tras versiones anteriores se puede jugar desde Bronce I. Los Eventos Públicos comienzan los miércoles y terminan los lunes. Para participar en estos eventos se necesitan tickets que diariamente el juego te da 4 aunque se pueden comprar con gemas y tras ganar las carreras te dan fichas que puedes canjear por cofres, monedas, chatarra, personalizaciones, etc.

#### Desafíos Diarios
Son desafíos que como jugador puedes retarles a tus amigos pero a diferencia de los desafíos puestos por el Programador al completarse no se obtiene ninguna recompensa o bonificacion.

#### Desafíos Amistosos
A diferencia de los desafíos diarios son desafíos con mapas predeterminados en los cuales compites con tus amigos para descubrir quien es el mejor, aunque también en este modo de juego no se ganan recompensas al completarse.